# Riccione
Riccione – miejscowość i gmina we Włoszech, w regionie Emilia-Romania, w prowincji Rimini.

## Demografia
Według danych na styczeń roku 2012 gminę zamieszkiwały 35 862 osoby a gęstość zaludnienia wynosiła 2 055,1 os./km².

## Historia
Nazwa Riccione w dialekcie romagnolo, którym mówi większość mieszkańców tamtych terenów, brzmi Arciùn lub Arzòn. Początki osadnictwa są odległe w czasie, gdyż najstarsze znaleziska archeologiczne datowane są na II w. przed Chrystusem. Dzięki położeniu przy Via Flaminia, drodze, która wiodła z Rzymu do Rimini oraz w stronę Rawenny i portu w Classe, a także łączyła się z drogą w kierunku Piacenzy i Mediolanu, którą Rzymianie przekształcili w Via Emilia, w okolicach dzisiejszego Riccione rozwijało się osadnictwo rzymskie.  W czasach rzymskich istniała tu stacja pocztowa, gdzie zatrzymywali się podróżni i gdzie mogli nakarmić konie przed dalszą podróżą. Świadectwem kontaktów mieszkańców miejscowości z czasów rzymskich z odległymi ludami są pozostałości odnalezione przez archeologów w pobliżu cmentarza. W 1260 r. osiedla się w Riccione florencka rodzina Agolanti, powiązana z rodem Malatesta, władcami Rimini. Przez pewien czas miejscowość należała do Państwa Kościelnego, gdyż Malatestowie byli wasalami papieża. W XVII w. wzdłuż wybrzeża budowane były strażnice, które miały bronić okolicy przed atakami piratów. Od początków XIX w. zaczyna się rozwój turystyki. W miejscowości powstają eleganckie rezydencje. Na rozwój tej praktyki wpływa upowszechnienie transportu kolejowego na trasie Bolonia – Ankona. W Riccione powstaje wtedy wiele rezydencji, które funkcjonują jako drugie domy dla wielu mieszkańców Bolonii.  Dzięki proboszczowi parafii w Riccione, ks. Luigi Tonini, zbudowano w 1862 r. stację kolejową Riccione. Miejscowość zaczęła się rozwijać szczególnie wtedy, gdy zaangażowali się w to Giovanni Ceccarini i jego żona Maria Boorman Ceccarini. Dzięki Marii Ceccarini powstał szpital miejski noszący imię jej męża oraz przedszkole. W 1934 r. Benito Mussolini kupił w Riccione willę, z której korzystał w czasie wakacji przez 10 lat, a która istnieje do dziś. W latach trzydziestych XX w. do Riccione przybywa już ok. 30 000 turystów rocznie i istnieje ponad 80 hoteli. Piękne wille stojące często w zieleni, dzięki którym Riccione nazywane jest Zieloną Perłą Adriatyku, zaczynają ustępować miejsca innym, licznie powstającym budynkom, na skutek rozwoju miasta.